# Río Máximo
El río Máximo es un curso de agua que fluye por el sector noreste de la provincia de Camagüey, en Cuba. Mide 66 km de largo, y su cuenca abarca 547 km². Sus nacientes se encuentran en las sierras de Cubitas y desemboca en la costa norte de Camagüey. Su caudal anual promedio es 0,162 hm³/año.
Sobre la cuenca del río Máximo se han construido tres embalses: Máximo (70.549 hm³), Hidráulica Cubana (19.8 hm³) y Montecito, para ayudar a utilizar de manera más eficiente el agua y proveer a los pobladores de la zona.
En la zona de su desembocadura en el mar Caribe se encuentra el Humedal del río Máximo que es un extenso ecosistema pantanoso . Este es un delta arenoso, que conforma un importante refugio de fauna y ha sido declarado Sitio Ramsar, por la Unesco.

## Cangilones del río Máximo
En proximidades de la sierra de Cubitas el río Máximo, atraviesa un sector de piedra caliza que se extiende por unos 350 m. El flujo del agua ha erosionado la roca y se han formado unos pintorescos canales cuyas laderas y suelo están conformados por la roca desgastada y que alcanzan alrededor de 4 m de ancho y profundos con pozones naturales. Este atractivo natural atrae a paseantes y turistas que se refrescan en las aguas y disfrutan del paisaje y la flora local circundante.